# Harpella
Harpella là một chi bướm đêm trong họ Oecophoridae.
Chi này có các loài:
- Harpella aerisella
- Harpella ambiquellus
- Harpella forficella
- Harpella majorella
- Harpella proboscidella
- Harpella semnodoxa